# Дуднино
Дуднино — упразднённая деревня в Александровском районе Владимирской области России.

## География
Урочище находится в северо-западной части области, в зоне хвойно-широколиственных лесов, к югу от автодороги 17Н-122, на расстоянии примерно 17 километров (по прямой) к востоко-юго-востоку от города Александрова, административного центра района.

### Климат
Климат характеризуется как умеренно континентальный, с умеренно тёплым летом, холодной зимой, короткой весной и облачной, часто дождливой осенью. Среднегодовая температура воздуха — +3,4 °C. Годовое количество атмосферных осадков — 549 миллиметров, из которых большая часть выпадает в тёплый период.

## История
В «Списке населенных мест Владимирской губернии по сведениям 1859 года» населённый пункт упомянут как деревня Дудкино Александровского уезда, расположенная при колодцах, в 20 верстах от уездного города. В деревне насчитывалось 14 дворов и проживало 116 человек (56 мужчин и 60 женщин).
По состоянию на 1905 год, в Дудкине имелось 20 дворов и проживало 122 человека. В административном отношении деревня входила в состав Андревской волости.
В советское время входила в состав Новоселковского сельсовета Александровского района. Упразднена решением облисполкома № 1493 от 31 декабря 1971 года как фактически не существующая.